# Губкін Іван Михайлович
Іва́н Миха́йлович Гу́бкін (рос. Иван Михайлович Губкин; 9 вересня (21 вересня) 1871, село Поздняково Муромського повіту Владимирської губернії, нині Навашинського району Нижньогородської області Росії — 21 квітня 1939, Москва) — російський геолог. Академік АН СРСР (12.01.1929). Віцепрезидент АН СРСР (з 1936). Голова Азербайджанського філіалу АН СРСР (1937—1939). Депутат Верховної Ради СРСР 1-го скликання (в 1937—1939).

## Біографічні відомості
Народився в багатодітній селянській родині. Його дід був волзьким бурлаком, а батько щороку на 7—8 місяців йшов на рибний промисел в Астрахань.
У 1880 році розпочав навчання в Поздняковській трикласній сільській школі, в 1887 році закінчив Муромське повітове училище, а в серпні 1887 року склав іспити і вступив за рахунок земства до вчительської семінарії міста Кіржач Владимирської губернії, яку закінчив в 1890 році без диплома: був випущений з довідкою про те, що прослухав семінарський курс. Отримав місце вчителя в селі Жайське, звідки 1892 року був переведений в село Карачарове Муромського повіту.
У серпні 1895 року вирушив до Санкт-Петербурга для продовження освіти. Вступив «своєкоштним» (тобто без стипендії) до Учительського інституту. Підробляв (щодня по 3—4 години) в Санкт-Петербурзькому архіві та працював у Комітеті грамотності при Імператорському Вільному економічному суспільстві. Закінчив Учительський інститут у травні 1898 року. З травня 1898 року п'ять років викладав у міських училищах Санкт-Петербурга.
З 1903 по 1910 рік навчався в Петербурзькому гірничому інституті, який закінчив з відзнакою у 1910 році.
У 1908 році проводив геологічну зйомку в Майкопському нафтоносному районі. 1909 року за дорученням Геологічного комітету продовжив геологічне дослідження майкопських нафтових родовищ, а потім працював у Кубанському нафтоносному районі, Анапсько-Темрюцькому районі та на Таманському півострові. Дослідження у цих районах проводив до 1912 року.
У 1913 році обраний ад'юнкт-геологом Геологічного комітету. У 1913—1917 роках досліджував Апшеронський півострів Азербайджану. Його геологічні маршрути проходили Сумгаїтським, Учтапінським, Коунським, Перекишкюльським, Аджикабульським районами і Кабристанськими пасовищами. Вивчав грязьові вулкани Азербайджану та нафтові родовища Північного Кавказу.
У 1917 — березні 1918 року був у відрядженні в США за завданням Міністерства торгівлі та промисловості Тимчасового уряду Росії для вивчення родовищ і нафтової промисловості.
У 1919—1924 роках керував сланцевою промисловістю, був головою Головного сланцевого комітету (Головсланець СРСР), а потім директором правління сланцевої промисловості.
З 1920 року — професор, з 1922 ро 1930 рік — ректор Московської гірничої академії. Член РКП(б) з 1921 року.
З 1920 року очолював Особливу комісію з вивчення Курської магнітної аномалії, а потім — Наглядову раду з Курської магнітної аномалії при Раді праці та оборони СРСР. У 1921—1929 рр. був членом Держплану при РНК СРСР.
З 1930 року — ректор, завідувач кафедри геології та нафтових родовищ Московського нафтового інституту. З 1930 по 1936 рік — голова Ради з вивчення продуктивних сил АН СРСР.
З 1931 став начальником Головного геологічного управління Народного комісаріату важкої промисловості СРСР, яке потім було перейменоване в Головне геолого-розвідувальне об'єднання (Союзгеологорозвідка). З 23 березня 1932 по 21 квітня 1939 року — голова Комітету у справах геології при РНК СРСР.
У 1934 році організував Інститут горючих копалин АН СРСР і був його директором до 21 квітня 1939 року. З грудня 1936 по 21 квітня 1939 року — віцепрезидент Академії наук СРСР. У 1937—1939 роках — голова Азербайджанського філіалу Академії наук СРСР.
Серед учнів Івана Губкіна — професори Микола Балуховський, Олексій Блохін тощо.
Помер 21 квітня 1939 року в Москві. 23 квітня 1939 року похований на Новодівичому цвинтарі Москви.

## Нагороди та відзнаки
Нагороджений Ленінською премією (1931), орденом Леніна (31.03.1931) та орденом Трудового Червоного Прапора (12.02.1939). Заслужений діяч науки та техніки РРФСР (1937).
1949 року АН СРСР установила премію імені академіка Губкіна.